# Infurcitinea anatolica
Infurcitinea anatolica är en fjärilsart som beskrevs av Petersen 1968. Infurcitinea anatolica ingår i släktet Infurcitinea och familjen äkta malar.
Artens utbredningsområde är Turkiet. Inga underarter finns listade i Catalogue of Life.